# Piranhas (Alagoas)
Piranhas é um município brasileiro localizado no sertão do estado de Alagoas. Sua população é de 25.130 habitantes e sua área é de 407,647 km², com densidade de 61,65 hab/km².
Limita ao norte com o município de Inhapi, ao sul com o estado de Sergipe, a leste com os municípios de São José da Tapera e Pão de Açúcar, a oeste com o município de Olho d'Água do Casado e a nordeste com o município de Senador Rui Palmeira.

## Geografia

### Clima
Dados do Departamento de Ciências Atmosféricas da Universidade Federal de Campina Grande (UFCG), mostram que Piranhas apresenta um clima com média pluviométrica anual de 492,2 mm e temperatura média anual de 26.3 °C.
| Dados climatológicos para Piranhas                    | Dados climatológicos para Piranhas | Dados climatológicos para Piranhas | Dados climatológicos para Piranhas | Dados climatológicos para Piranhas | Dados climatológicos para Piranhas | Dados climatológicos para Piranhas | Dados climatológicos para Piranhas | Dados climatológicos para Piranhas | Dados climatológicos para Piranhas | Dados climatológicos para Piranhas | Dados climatológicos para Piranhas | Dados climatológicos para Piranhas | Dados climatológicos para Piranhas |
| Mês                                                   | Jan                                | Fev                                | Mar                                | Abr                                | Mai                                | Jun                                | Jul                                | Ago                                | Set                                | Out                                | Nov                                | Dez                                | Ano                                |
| ----------------------------------------------------- | ---------------------------------- | ---------------------------------- | ---------------------------------- | ---------------------------------- | ---------------------------------- | ---------------------------------- | ---------------------------------- | ---------------------------------- | ---------------------------------- | ---------------------------------- | ---------------------------------- | ---------------------------------- | ---------------------------------- |
| Temperatura máxima média (°C)                         | 34,5                               | 34,6                               | 34,4                               | 32,7                               | 29,7                               | 28,3                               | 27,6                               | 28,4                               | 30,6                               | 33,2                               | 34,6                               | 34,4                               | 31,9                               |
| Temperatura média (°C)                                | 28,0                               | 28,1                               | 28,2                               | 27,1                               | 25,4                               | 24,2                               | 23,5                               | 23,6                               | 24,9                               | 26,8                               | 27,9                               | 27,9                               | 26,3                               |
| Temperatura mínima média (°C)                         | 21,8                               | 22,0                               | 22,1                               | 21,6                               | 20,8                               | 19,8                               | 18,9                               | 18,7                               | 19,6                               | 20,7                               | 21,5                               | 21,6                               | 20,8                               |
| Precipitação (mm)                                     | 34,3                               | 40,4                               | 53,3                               | 61,8                               | 71,3                               | 60,3                               | 58,0                               | 27,8                               | 14,7                               | 12,8                               | 22,3                               | 38,8                               | 492,2                              |
| Fonte: Departamento de Ciências Atmosféricas da UFCG. |                                    |                                    |                                    |                                    |                                    |                                    |                                    |                                    |                                    |                                    |                                    |                                    |                                    |

### Bairros
- Xingó, o qual é seccionado em Vila Alagoas e Vila Sergipe;
- Nossa Senhora da Saúde;
- Nossa Senhora das Graças;
- Centro Histórico.

Piranhas possui vários distritos, como: Piau, Cascavel e Entremontes.

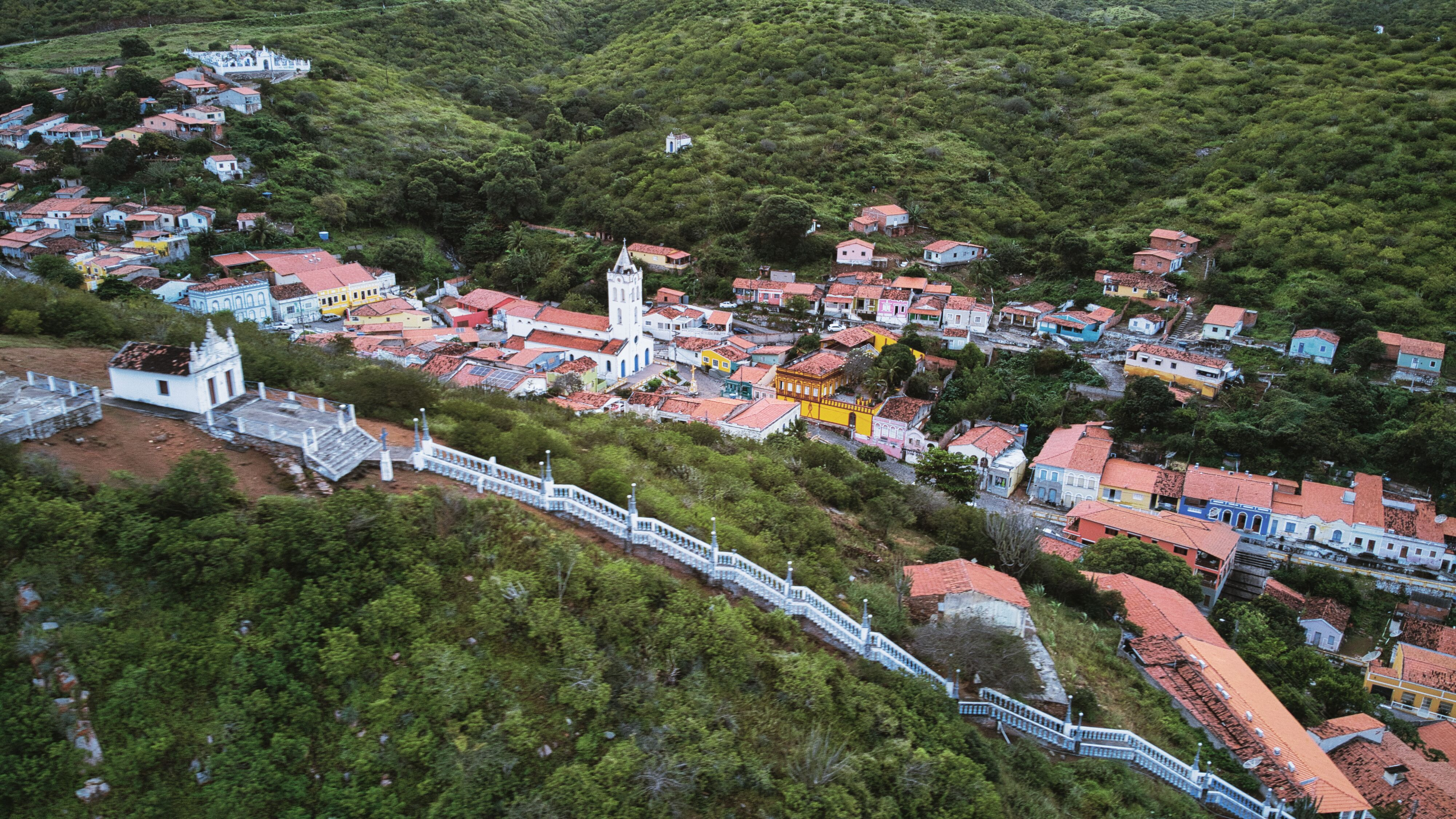
Vista área do Centro Histórico.
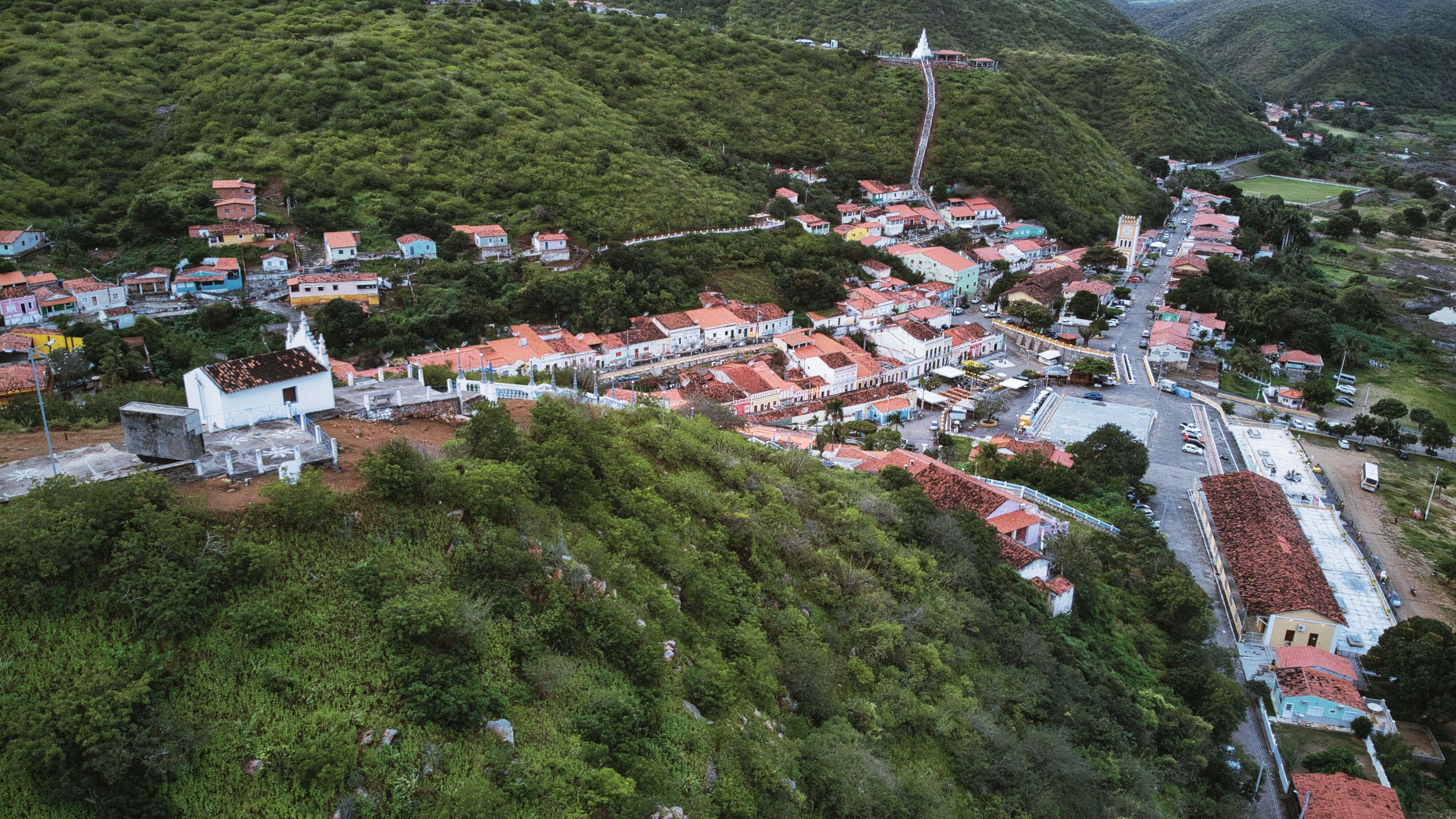
Vista área do Centro Histórico.
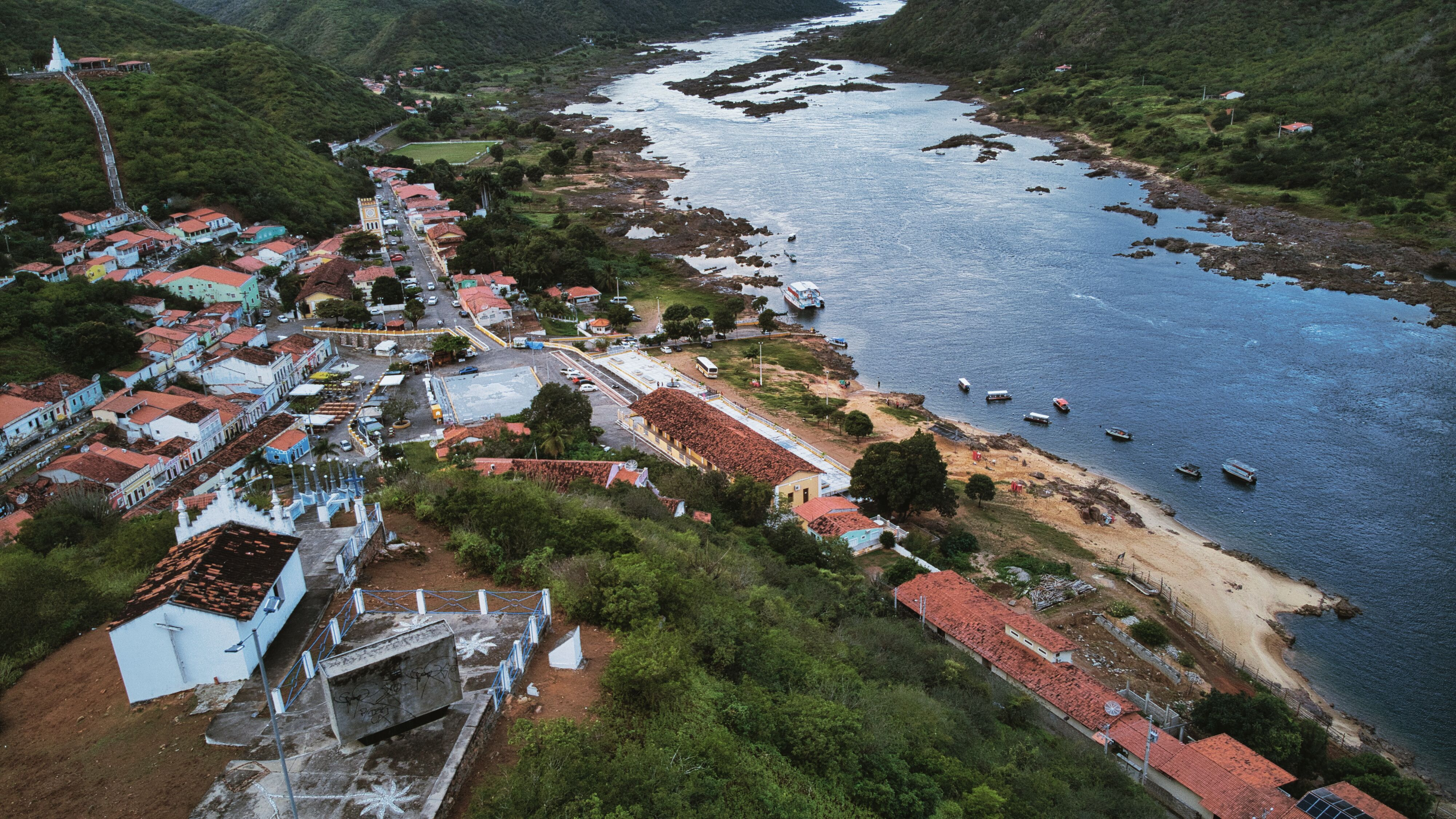
Vista área do Centro Histórico.